# Olympische Sommerspiele 2016/Teilnehmer (Komoren)
| Gelbes Symbol für Goldmedaillen mit stilisierten Olympischen Ringen | Graues Symbol für Silbermedaillen mit stilisierten Olympischen Ringen | Braundes Symbol für Bronzemedaillen mit stilisierten Olympischen Ringen |
| ------------------------------------------------------------------- | --------------------------------------------------------------------- | ----------------------------------------------------------------------- |
| —                                                                   | —                                                                     | —                                                                       |

Die Komoren nahmen in Rio de Janeiro an den Olympischen Spielen 2016 teil. Es war die insgesamt sechste Teilnahme an Olympischen Sommerspielen. 

## Teilnehmer nach Sportarten

### Leichtathletik
Laufen und Gehen
| Athleten           | Wettbewerb   | Vorlauf | Vorlauf | Halbfinale    | Halbfinale    | Finale        | Finale        | Rang |
| Athleten           | Wettbewerb   | Zeit    | Rang    | Zeit          | Rang          | Zeit          | Rang          | Rang |
| ------------------ | ------------ | ------- | ------- | ------------- | ------------- | ------------- | ------------- | ---- |
| Frauen             |              |         |         |               |               |               |               |      |
| Denika Kassim      | 100 m        | 12,53 s | 69      | ausgeschieden | ausgeschieden | ausgeschieden | ausgeschieden | 69   |
| Männer             |              |         |         |               |               |               |               |      |
| Maoulida Darouèche | 400 m Hürden | 52,32 s | 44      | ausgeschieden | ausgeschieden | ausgeschieden | ausgeschieden | 44   |

### Schwimmen
| Athleten          | Wettbewerb    | Vorlauf | Vorlauf | Halbfinale    | Halbfinale    | Finale        | Finale        | Rang |
| Athleten          | Wettbewerb    | Zeit    | Rang    | Zeit          | Rang          | Zeit          | Rang          | Rang |
| ----------------- | ------------- | ------- | ------- | ------------- | ------------- | ------------- | ------------- | ---- |
| Frauen            |               |         |         |               |               |               |               |      |
| Nazlati Mohamed   | 50 m Freistil | 37,66 s | 86      | ausgeschieden | ausgeschieden | ausgeschieden | ausgeschieden | 86   |
| Männer            |               |         |         |               |               |               |               |      |
| Athoumane Soilihi | 50 m Freistil | 27,31 s | 76      | ausgeschieden | ausgeschieden | ausgeschieden | ausgeschieden | 76   |